# まくむすび
『まくむすび』は、保谷伸による日本の漫画。『週刊ヤングジャンプ』（集英社）にて、2019年16号より2020年10号まで連載された後、『となりのヤングジャンプ』（同）にて2020年2月6日から2021年2月26日まで連載された。話数カウントは『第○幕』。マンガ大賞2020ノミネート作品。

## あらすじ
仙台星見高校に入学した土暮咲良には漫画を描くという趣味があるが、友人には言えない秘密として隠しており、さらにはあるきっかけで創作を諦めかけていた。しかし「高校演劇」との出会いによって、彼女の日常は劇的に変化していくことになる。

## 登場人物

### 星見高校
土暮 咲良（つちくれ さくら）
本作の主人公の一人。部名は「むすび」。脚本担当。小学生の頃から漫画を描き続けているが友人・カレンの何気ない一言により自信を喪失し、作品を誰かに見せることへの恐怖感を覚えるようになる。高校入学をきっかけに破棄しようとした作品が、偶然ジャス子らによって新入生歓迎会で舞台化される。これをきっかけに自分の世界が他者を惹きつける快感を知り、諦めかけていた創作への思いを再燃させる。特徴的な寝癖にコンプレックスを持っている。
佐藤 萌佳（さとう もか）
星見高校演劇部2年生。部名は「ジャス子」。主に役者。偶然拾った咲良の漫画から脚本家としての才能を見出す。全国大会出場へ異様に執着しており、自身も入部後すぐに主役に抜擢されるなど役者としての才能の持ちあわせる。一方、演劇のことになると周囲のことが見えなくなりがちで、廃部の危機をもたらした「トラブル」の元凶と自覚している。
西田 菫
星見高校演劇部3年生。部長。部名は「ママ」。主に演出や照明を担当する。部名の通り演劇部の母親的存在。巨乳。基本的に優しいが、部員のためには教師に対して一歩も引かない芯の強さもみせる。
隅田 麗奈
星見高校演劇部2年生。部名は「ボーズ」。音響担当。部室の上にいることが多い。小柄で無口だが後輩を気遣う先輩としての自覚もある。
栗原 芽衣（くりはら めい）
星見高校演劇部1年生。部名は「いもに」。小柄でおさげ。新入生歓迎会でのジャス子の演劇に感動し部活見学へ。他校にそっくりな双子の姉「芽留」がいる。普段は控えめでおとなしいが、感動すると多弁になったり、断然キノコ、芋煮は味噌以外認めない等、食への強い拘りをみせる一面もある。
松嶋 蓮（まつしま れん）
星見高校演劇部1年生。部名は「リューグー」。長身で長髪。お菓子につられて演劇部に入部。マイペースだが、舞台での失敗をアドリブでカバーする等機転も利く。集合時には目印にされる。
カレン
咲良の10年来の幼馴染。吹奏楽部に所属。咲良を吹奏楽部に誘ったり、常に気にかけている。小学校のころ、咲良の漫画を「わからない」と言ったが、本人はそのことを忘れている。新入生歓迎会の演劇には「面白かった」と評した。
立川
星見高校の新任教師。ジャス子が貼った生徒会無認可の勧誘ポスター300枚を剥がす指示を与えられ、ポスター返却の際に裁断を頼まれていた咲良のノートを演劇部の部室に置き忘れる。当初演劇部の活動を冷ややかな目で見ていたが、あおはるマルシェでの観劇後は彼女たちへの態度を一変させた。学生時代は美術部に在籍。
里中
星見高校の教頭。演劇部顧問。あおはるマルシェまで演劇部の舞台を一度も観たことがなかった。

### 青葉高等学校
金成 百合（かんなり ゆり）
青葉高等学校演劇部2年生。現部長。
萩月 雫（はぎつき しずく）
青葉高等学校演劇部1年生。あおはるマルシェでは「おりひめの1日」にて織姫役を演じる。朝は白米派。本屋さんの匂いが好き。

### 東王高校
柳渕
東王高校演劇部。脚本担当。うっちーからは「ギブ」と呼ばれる。文芸部を辞めたところを捕まえられて演劇部の脚本担当となる。咲良の作品への感想が原因で、咲良からは嫌われている。
うっちー
東王高校演劇部1年生。柳渕を片手で持ち上げる程の腕力の持ち主。思ったことをすぐ口に出してしまうが、すぐにフォローする優しさもみせる。

### 劇団タンタンコロリン
斑目 寅夫（まだらめ とらお）
劇団タンタンコロリン主催。劇作家・演出家。インフルエンザで倒れた同劇団女優の華村の代理であおはるマルシェの審査員を務める。演劇に関する講評は高校生相手でも容赦なくかなり辛口。甘党。
華村 卯菜（はなむら うな）
劇団タンタンコロリンの女優。例年あおはるマルシェの審査員を務めていたが、インフルエンザで倒れ斑目に代役を頼んだ。斑目の講評があまりに辛辣のためお詫びを兼ねてワークショップを開催する。
タツ
劇団タンタンコロリンの俳優。あおはるマルシェのリハーサルでは舞台上でぼーっとしていたむすびを叱りつけ、むすびから恐れられている。
スケ
劇団タンタンコロリン照明担当。
ヒビキ
劇団タンタンコロリン音響担当。

## 用語
部名
星見高校演劇部で入部した後輩に先輩から与えられるニックネーム。
全国高等学校演劇大会
"文化部のインターハイ"と呼ばれる全国高等学校総合文化祭の一種目。全国2000校以上ある演劇部の中から地区大会、県大会、ブロック大会を勝ち抜いた、わずか12校だけが参加できる狭き門。予選を突破しても全国大会は翌年度であるため、3年生は卒業により全国大会に参加できない。上演時間は最大60分で、超過した場合は失格となる。

## 書誌情報
- 保谷伸 『まくむすび』 集英社〈ヤングジャンプ・コミックス〉、全5巻
  1. 2019年7月19日発売[3][4]、ISBN 978-4-08-891325-4
  2. 2019年8月19日発売[5]、ISBN 978-4-08-891346-9
  3. 2019年12月19日発売[6]、ISBN 978-4-08-891401-5
  4. 2020年4月17日発売[7]、ISBN 978-4-08-891531-9
  5. 2021年3月18日発売[8]、ISBN 978-4-08-891658-3